# Arteriosclerose

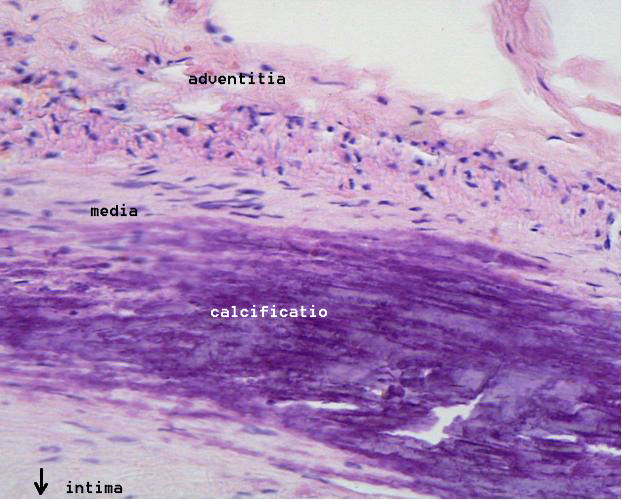
Arteriosclerose de Monckeberg.

Arteriosclerose é um processo de endurecimento, perda de elasticidade e espessamento progressivo das paredes das artérias (endotélio), induzido pela hipertensão arterial e que acompanha o processo natural de envelhecimento. Este processo é o responsável pelo aumento progressivo da pressão arterial sistólica sem aumento da  pressão arterial diastólica.

## Fatores de risco
Seus principais fatores de risco são:
- Idade avançada
- Hipertensão arterial
- Colesterol LDL alto
- Obesidade
- Tabagismo
- Sedentarismo
- Diabetes
- Histórico familiar de problemas cardíacos

## Aterosclerose
Alguns autores consideram que a aterosclerose é uma forma de arteriosclerose.  Em geral,  a arteriosclerose, sendo própria do envelhecimento normal do ser humano, não tem as implicações que tem a aterosclerose. Enquanto que a aterosclerose é a principal causa de morte no Ocidente, a arteriosclerose está sempre presente no idoso saudável, por vezes com mais de 90 anos. Mas, na verdade, quando a idade avança, os limites entre uma e outra são esfumados. Assim, nos  tratados de cardiologia e medicina interna, considera-se a arteriosclerose como um processo de envelhecimento mas também a base sobre a qual o processo aterosclerótico se assenta. 
Aterosclerose refere-se o acúmulo de gorduras, colesterol e outras substâncias nas suas paredes da artéria (placas), que podem restringir o fluxo de sangue.

## Arteriosclerose
A arteriosclerose refere-se à dificuldade das artérias em expandir-se, dificultando o fluxo sanguíneo. 

## Arteriosclerose de Monckeberg
É um tipo de arteriosclerose, caracterizado pela calcificação distrófica da musculatura das artérias, mais frequente em pacientes com diabetes mellitus, problemas renais crônicos, inflamação crônica, lúpus sistêmico ou síndrome de Keutel.